# Province acadienne
Pour le territoire de Lanaudière, voir Nouvelle-Acadie.
Ne doit pas être confondu avec la Nouvelle-Arcadie.

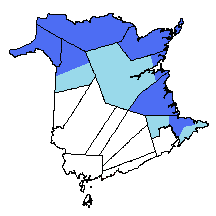
Carte approximative d'une province acadienne. En bleu clair, les comtés du Nouveau-Brunswick contenant une proportion importante de francophones. En bleu foncé, les régions majoritairement francophones.

La province acadienne, aussi appelée l’Acadie prospective ou la Nouvelle-Acadie, est un projet d'une onzième province canadienne.

## Histoire
Le Parti acadien est fondé en 1972 dans le but de séparer le Nouveau-Brunswick en deux pour former une province acadienne. Dans les faits, il vise plutôt à politiser les Acadiens. En 1979, la Société des Acadiens et des Acadiennes du Nouveau-Brunswick organise une seizième et dernière Convention nationale acadienne, dite d'orientation nationale, à Edmundston. Les délégués se prononcent en faveur de la création d’une province acadienne mais seul le Parti acadien en fait la promotion. Le parti disparaît en 1982, du fait des divisions entre militants du nord et du sud de la province et aux politiques conciliantes de Hatfield face aux Acadiens. Il parvient tout de même à mettre de l’avant l’idée d’une meilleure séparation du pouvoir entre anglophones et francophones.
Durant les années 1990, le New Brunswick Confederation of Regions Party, défendit l'idée de séparer la province en deux régions linguistiques.

## La baisse constante du poids des francophones
Les différentes avancées institutionnelles en faveur du bilinguisme n'empêchent toutefois nullement le poids des francophones de baisser de manière constante au Nouveau-Brunswick. En se basant sur le critère de la langue maternelle, leur poids est ainsi passé de 35,9 % de la population provinciale en 1951, à 32,4 % à 2016 (et même à 31,8 % selon le critère de la première langue officielle parlée, qui inclut également les allophones utilisant le français en premier). Selon l'expert Ilyes Zouari, spécialiste du monde francophone, les Acadiens du Nouveau-Brunswick devraient avoir un indice synthétique de fécondité (ISF) de 2,7 enfants par femme, soit environ le double du niveau actuel (un des plus faibles au monde), afin de pouvoir maintenir leur poids au niveau provincial à long terme. Et ce, puisqu'il convient de tenir compte d'une immigration désormais importante et très majoritairement anglophone (à plus de 80 %, l'immigration étant gérée par un gouvernement principalement anglophone), du taux d'assimilation des francophones à chaque génération (environ 20 %, et particulièrement dans le sud-est) et du taux d'assimilation des immigrés francophones (censés pourtant renforcer la population de langue française de la province). À défaut d'atteindre ce niveau de fécondité, la création d'une province acadienne, regroupant les territoires acadiens du Nouveau-Brunswick, serait alors inévitable afin de protéger le français selon ce même expert ,.